# Cessna U-3
El Cessna U-3 es una variante militar del popular avión ligero civil Cessna 310 / 320, utilizado por la Fuerza Aérea de los Estados Unidos principalmente para transporte ligero y enlace. También es conocido como L-27 en sus primeras versiones.

## Desarrollo
Desarrollo inicial
El Cessna 310 había demostrado ser un avión versátil y eficaz en el mercado civil, lo que llamó la atención de las fuerzas armadas estadounidenses. En 1957, se decidió adaptar el 310 para uso militar bajo la designación L-27A para realizar tareas de enlace, transporte de personal y equipamiento ligero. Posteriormente, se introdujeron mejoras y ajustes, lo que llevó a la versión L-27B, que incluía actualizaciones en la aviónica y algunas modificaciones estructurales.
Transición a U-3
En 1962, con la nueva designación de aeronaves establecida por el Departamento de Defensa de los Estados Unidos, el L-27 pasó a llamarse U-3A, y las versiones posteriores adoptaron esta nueva nomenclatura. El U-3A fue equipado con dos motores Continental O-470, lo que le proporcionaba una velocidad máxima de alrededor de 360 km/h y un alcance de hasta 1790 km, características muy adecuadas para las misiones de enlace de mediano alcance.
U-3B
La variante U-3B se desarrolló como una versión mejorada del U-3A, principalmente para cumplir misiones adicionales de observación y reconocimiento ligero. El U-3B estaba equipado con una aviónica más avanzada y algunas modificaciones en la estructura para permitirle realizar tareas de vigilancia, aunque seguía manteniendo su función principal de transporte ligero y enlace.
Producción y servicio
Aunque no fue producido en grandes cantidades en comparación con otros aviones militares de transporte, el U-3 desempeñó un papel importante en las décadas de 1960 y 1970. Se utilizó principalmente por la Fuerza Aérea de los Estados Unidos y, en menor medida, por el Ejército de los Estados Unidos. Su tamaño compacto y su capacidad para operar en pistas cortas lo convirtieron en una opción ideal para bases avanzadas o áreas remotas donde aviones más grandes no podían operar con facilidad.
El U-3 fue finalmente reemplazado por otros aviones más modernos, pero algunos ejemplares fueron transferidos al servicio civil, donde todavía se pueden ver en uso en misiones de transporte y vuelo recreativo.

## Diseño
El diseño del Cessna U-3 se basa en el avión civil Cessna 310 / 320, con modificaciones mínimas para adaptarlo a las necesidades militares. A continuación, se detallan las principales características de su diseño

### Estructura
El Cessna U-3 tiene un diseño de ala baja, con las alas montadas debajo del fuselaje, lo que mejora la estabilidad y maniobrabilidad a bajas altitudes. Su estructura está compuesta principalmente de aluminio, lo que lo hace ligero pero resistente, adecuado para las misiones de enlace y transporte ligero.

### Cabina
La cabina del U-3 está diseñada para acomodar entre cuatro y seis pasajeros, dependiendo de la configuración. El interior es versátil, lo que permite la instalación de equipos de comunicación adicionales en versiones específicas, como en la variante U-3B. La cabina también ofrece buena visibilidad para los pilotos, lo que es fundamental en misiones de observación y enlace.

### Motores
El avión está propulsado por dos motores Continental O-470 de seis cilindros opuestos, que le otorgan una potencia combinada de aproximadamente 240 hp por motor. Estos motores están montados en góndolas bajo las alas, lo que ayuda a reducir la vibración y mejora la eficiencia aerodinámica del avión.

### Tren de aterrizaje
El tren de aterrizaje del U-3 es retráctil, lo que reduce la resistencia aerodinámica en vuelo y mejora el rendimiento de la aeronave. Es un diseño de tren triciclo, con dos ruedas principales montadas en las alas y una rueda de morro.

### Sistema de combustible
El avión cuenta con tanques de combustible integrados en las alas, lo que le da una capacidad total de alrededor de 600 litros, lo que es suficiente para proporcionar un alcance máximo de casi 1800 km, ideal para misiones de enlace entre bases.

### Aviónica
En las versiones militares, especialmente el U-3B, se realizaron mejoras en la aviónica respecto a la versión civil. Estas modificaciones incluían sistemas de comunicación más avanzados, equipos de navegación militar, y en algunas variantes se instalaron equipos de observación ligera.

### Aerodinámica
Gracias a su diseño aerodinámico eficiente y la configuración de ala baja, el U-3 ofrece una buena combinación de velocidad y maniobrabilidad. Su tamaño compacto también le permite operar desde pistas cortas, lo que es ideal para bases remotas o misiones en áreas de difícil acceso.

## Historia operacional

### Ingreso al servicio
El Cessna U-3, inicialmente designado como L-27, entró en servicio con la Fuerza Aérea de los Estados Unidos a finales de la década de 1950. Fue adquirido para cumplir con misiones de enlace y transporte ligero de personal y equipo. La aeronave se utilizó ampliamente para conectar bases militares y transportar oficiales y suministros en distancias relativamente cortas. Debido a su versatilidad y capacidad para operar en pistas cortas, fue ideal para misiones en áreas remotas o bases avanzadas donde otros aviones más grandes no podían operar con facilidad.

### Uso en la Fuerza Aérea
La versión más común, la U-3A, se utilizó principalmente para misiones de enlace, transporte de personal y misiones de observación ligera. La Fuerza Aérea apreciaba el U-3 por su fiabilidad y bajos costos operativos en comparación con aviones más grandes y complejos.
También jugó un papel importante en misiones logísticas dentro de los Estados Unidos y en teatros de operaciones en el extranjero, permitiendo el rápido transporte de personal entre bases dispersas.

### Operaciones en el Ejército
Además de la Fuerza Aérea, el Ejército de los Estados Unidos también utilizó el U-3, aunque en menor medida. En el Ejército, se empleó principalmente en misiones de reconocimiento y observación ligera. La versión U-3B fue mejorada para realizar estas tareas, equipándose con aviónica avanzada y adaptándose para misiones de vigilancia ligera.

### Participación en conflictos
Aunque no fue un avión diseñado para combate, el U-3 participó de manera indirecta en varios conflictos, incluyendo la guerra de Vietnam. En estos escenarios, el U-3 se utilizaba principalmente para misiones de enlace y transporte de personal, llevando oficiales y suministros entre bases. Su capacidad para aterrizar en pistas cortas y su tamaño compacto lo hacían útil en el entorno complejo de Vietnam, donde las pistas de aterrizaje podían ser improvisadas o estar ubicadas en zonas remotas.

### Final del servicio
El Cessna U-3 fue gradualmente retirado del servicio militar activo a medida que los ejércitos de todo el mundo adoptaban aviones más modernos y versátiles. En la década de 1970, la mayoría de los U-3 habían sido reemplazados por otras aeronaves como el Beechcraft King Air, que ofrecía mejores prestaciones y mayor capacidad de carga. Sin embargo, algunos U-3 se mantuvieron en servicio en roles secundarios durante unos años más.

## Variantes

### L-27A/U-3A
- Esta fue la primera versión militar del Cessna 310, designada como L-27A cuando entró en servicio en 1957.
- Principalmente utilizada como avión de enlace y transporte ligero de personal.
- Estaba equipada con aviónica estándar para misiones de corto alcance y tenía capacidad para 4-6 pasajeros.
- Esta versión fue asignada tanto a la Fuerza Aérea de los Estados Unidos como al Ejército de los Estados Unidos.

### L-27B/U-3B
- Variante mejorada del L-27A, con algunas modificaciones menores en la estructura y aviónica.
- Ofrecía una mayor capacidad de carga y estaba equipada con una mejor aviónica, lo que le permitía realizar misiones más largas y complejas.
- Continuó siendo utilizada para misiones de transporte ligero y enlace.
- En 1962, con la estandarización de las designaciones de aeronaves por parte del Departamento de Defensa de los Estados Unidos, la L-27B pasó a llamarse U-3B.

## Operadores
- Fuerza Aérea de los Estados Unidos
- Ejército de los Estados Unidos

## Accidentes
- Accidentes en entrenamiento: Como parte de su uso por la Fuerza Aérea y el Ejército de los EE. UU., algunos Cessna U-3 estuvieron involucrados en accidentes durante misiones de entrenamiento, a menudo relacionados con errores humanos o fallos menores en el equipo.
- Accidentes por condiciones climáticas: El U-3 estuvo involucrado en varios incidentes relacionados con mal tiempo, sobre todo cuando operaba en áreas de montaña o en condiciones de baja visibilidad. Algunos aviones se estrellaron al intentar aterrizar en pistas improvisadas o poco preparadas.[9]

## Especificaciones (U-3B)

### Características generales
- Longitud: 9,73 m
- Envergadura: 11,63 m
- Altura: 3,23 m
- Perfil alar: Recto (sin modificaciones significativas)

### Rendimiento
- Velocidad máxima operativa (Vno): 325 km/h (175 nudos)
- Velocidad crucero (Vc):  360 km/h (195 nudos)
- Alcance: 1465 km
- Radio de acción: 700 km
- Alcance en combate: N/A (No fue diseñado para combate)
- Alcance en ferry: 1930 km
- Techo de vuelo: 6700 m (22 000 pies)

## Aeronaves relacionadas
- Beechcraft C-12 Huron
- Beechcraft QU-22 Pave Eagle